# Ravenelia hieronymi
Ravenelia hieronymi är en svampart som beskrevs av Speg. 1881. Ravenelia hieronymi ingår i släktet Ravenelia och familjen Raveneliaceae.   Inga underarter finns listade i Catalogue of Life.